# Heteroatom
Heteroatom er en betegnelse der bruges i den organiske kemi om et atom i et kemisk stof som ikke er kulstof eller brint. Det vil typisk være ilt, nitrogen, svovl eller et halogen (F, Cl, Br eller I).
Et heteroatom kan, sammen med brint, udgøre en funktionel gruppe, som f.eks. i en alkohol eller en aminogruppe, eller det kan sidde som en integreret del af kulstofskelettet.
I en strukturformel angives heteroatomer altid med deres bogstavsymbol.
| Kemi | Spire Denne artikel om kemi er en spire som bør udbygges. Du er velkommen til at hjælpe Wikipedia ved at udvide den. |